# Itabaianinha
Itabaianinha is een gemeente in de Braziliaanse deelstaat Sergipe. De gemeente telt 38.850 inwoners (schatting 2009).
De gemeente grenst aan Tobias Barreto, Cristinápolis, Umbaúba, Riachão do Dantas, Tomar do Geru, Boquim, Pedrinhas, Arauá en Santa Luzia do Itanhy.